# Facundo Pereyra
Facundo Abel Pereyra (ur. 3 września 1987 w Zárate) – argentyński piłkarz występujący najczęściej na pozycji ofensywnego pomocnika, obecnie zawodnik meksykańskiego San Luis.

## Kariera klubowa
Pereyra jest wychowankiem stołecznego argentyńskiego zespołu Estudiantes de Buenos Aires. Do drużyny seniorów, występującej wówczas w trzeciej lidze, został włączony w wieku 18 lat i już w swoim debiutanckim sezonie – fazie Apertura 2006/2007 – wygrał z Estudiantes rozgrywki Primera B Metropolitana. Nie zaowocowało to jednak awansem do wyższej klasy rozgrywkowej.
Latem 2009 Pereyra został wypożyczony na pół roku do chilijskiego CD Palestino. W tamtejszej Primera División zadebiutował 8 sierpnia 2009 w wygranym 2:1 spotkaniu z Cobreloą, natomiast pierwszą bramkę strzelił 31 października tego samego roku w przegranej 1:3 konfrontacji z Huachipato. Przez cały rok 2010 ponownie grał w Estudiantes, jednak już wiosną 2011 powrócił do Chile, podpisując umowę ze stołecznym Audax Italiano. Tam spędził sezon 2011, będąc podstawowym piłkarzem i jednym z najlepszych strzelców zespołu. Nie odniósł z Audax większych sukcesów drużynowych, jednak w jseiennej fazie Clausura z jedenastoma bramkami na koncie został wicekrólem strzelców ligi chilijskiej.
Wiosną 2012 Pereyra przeszedł do meksykańskiego San Luis FC, podpisując z klubem trzyletni kontrakt. Pierwszy oficjalny mecz w nowym zespole rozegrał 29 stycznia 2012 w przegranej 1:3 ligowej konfrontacji z Américą.
| Sezon     | Klub                        | Kraj      | Rozgrywki               | Mecze | Bramki |
| --------- | --------------------------- | --------- | ----------------------- | ----- | ------ |
| 2006/2007 | Estudiantes de Buenos Aires | Argentyna | Primera B Metropolitana | ?     | ?      |
| 2007/2008 | Estudiantes de Buenos Aires | Argentyna | Primera B Metropolitana | ?     | ?      |
| 2008/2009 | Estudiantes de Buenos Aires | Argentyna | Primera B Metropolitana | ?     | 6      |
| 2009      | CD Palestino                | Chile     | Primera División        | 5     | 1      |
| 2009/2010 | Estudiantes de Buenos Aires | Argentyna | Primera B Metropolitana | ?     | 6      |
| 2010/2011 | Estudiantes de Buenos Aires | Argentyna | Primera B Metropolitana | ?     | 5      |
| 2011      | Audax Italiano              | Chile     | Primera División        | 34    | 15     |
| 2011/2012 | San Luis FC                 | Meksyk    | Primera División        | 14    | 3      |
| 2012/2013 | Gimnasia La Plata           | Argentyna | Primera B Nacional      | 33    | 15     |
| 2013/2014 | Gimnasia La Plata           | Argentyna | Primera División        | 33    | 9      |